# Oedura luritja
Espèce
Oedura luritja est une espèce de gecko de la famille des Diplodactylidae.

## Répartition
Cette espèce est endémique du Territoire du Nord en Australie.

## Description
Ce gecko mesure environ 99 mm sans la queue, avec une tête aplatie et une queue modérément longue. La tête est brune, le dos brun-violacé avec généralement de 4 à 6 bandes transversales plus claires.
Il se rencontre généralement dans des zones rocheuses.

## Étymologie
L'épithète spécifique, luritja, désigne des personnes parlant certains dialectes aborigènes, en référence à la répartition géographique de ce gecko qui se rencontre dans des zones où ces dialectes sont parlés.

## Publication originale
- P.M. Oliver & P.J. McDonald, 2016 : Young relicts and old relicts: a novel palaeoendemic vertebrate from the Australian Central Uplands. Royal Society Open Science vol. 3 lire en ligne (en)